# Damenwahl! 100 Jahre Frauenwahlrecht

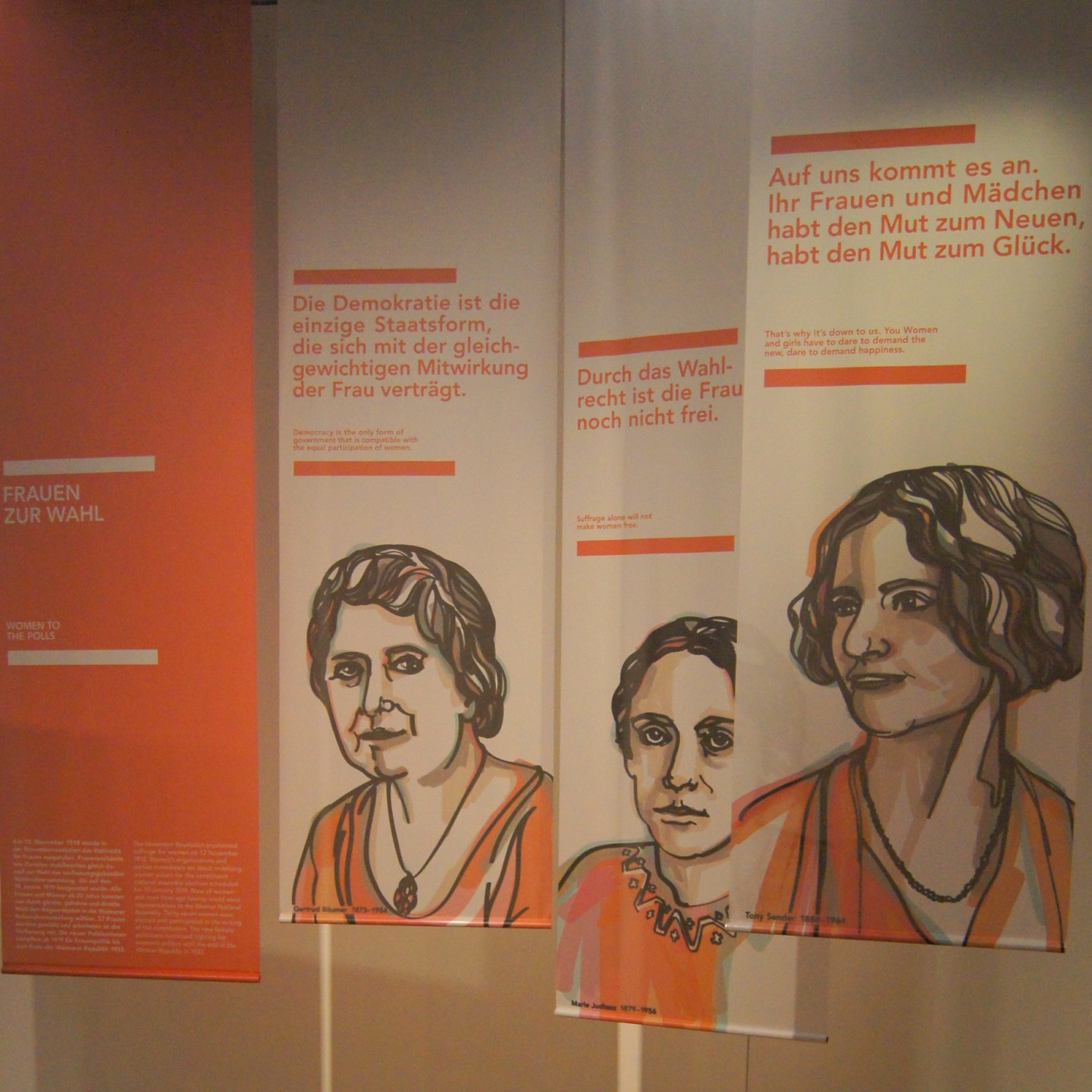
Statements bedeutender Frauenrechtlerinnen leiten durch die Ausstellung; hier: Gertrud Bäumer, Marie Juchacz und Tony Sender

Damenwahl! 100 Jahre Frauenwahlrecht war eine Sonderausstellung im Historischen Museum Frankfurt. Sie lief vom 29. August 2018 bis zum 20. Januar 2019. Der Anlass war das 100. Jubiläum der Einführung des Frauenwahlrechts in Deutschland im November 1918. Die Ausstellung ist Teil der bundesweiten Jubiläumskampagne „100 Jahre Frauenwahlrecht“ des Bundesministeriums für Familie, Senioren, Frauen und Jugend und der Europäischen Akademie für Frauen in Politik und Wirtschaft Berlin. Sie war bundesweit die erste Ausstellung, die sich im Jubiläumsjahr zentral mit dem Thema Frauenwahlrecht beschäftigt.

## Thema und Gliederung der Ausstellung

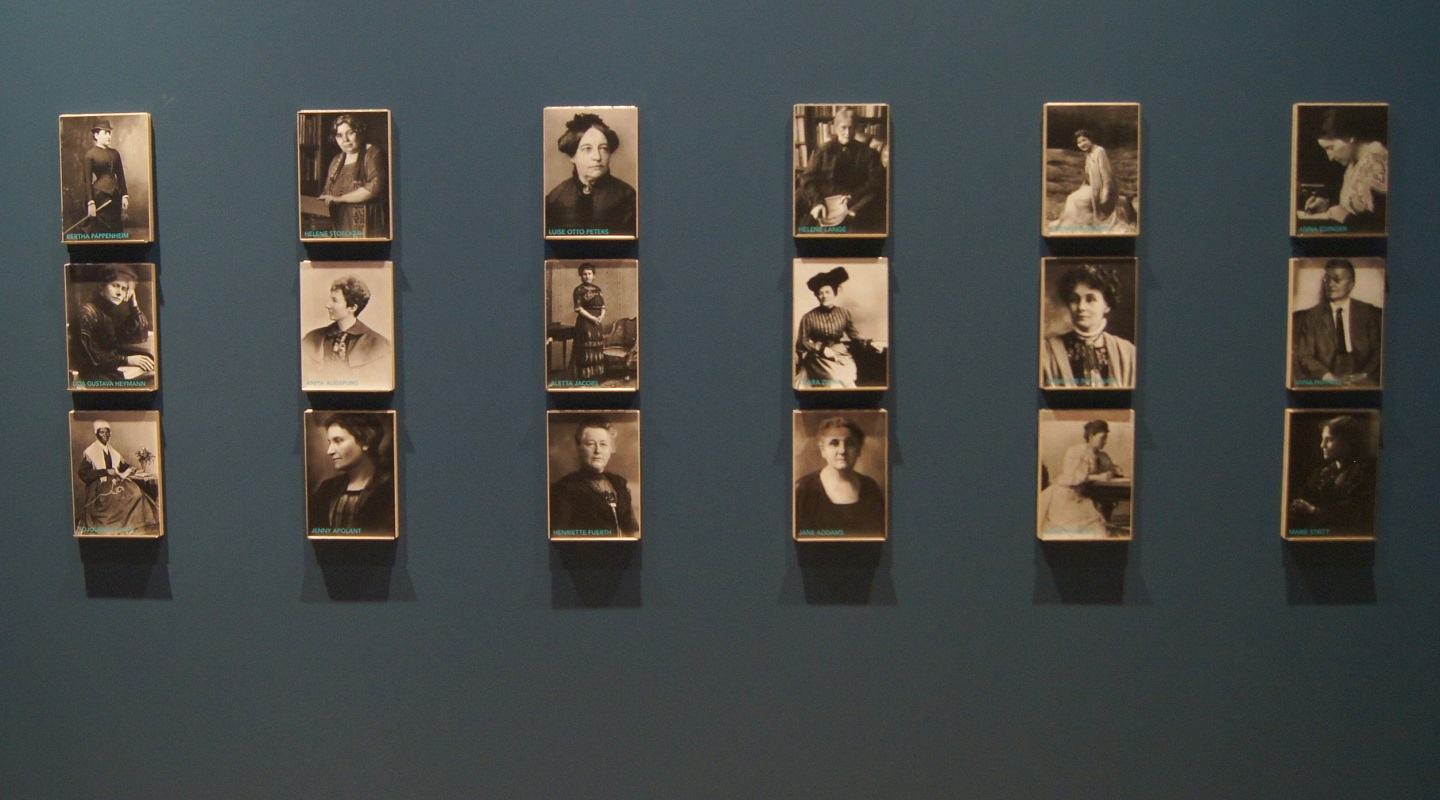
18 Aktivistinnen für Frauenrechte

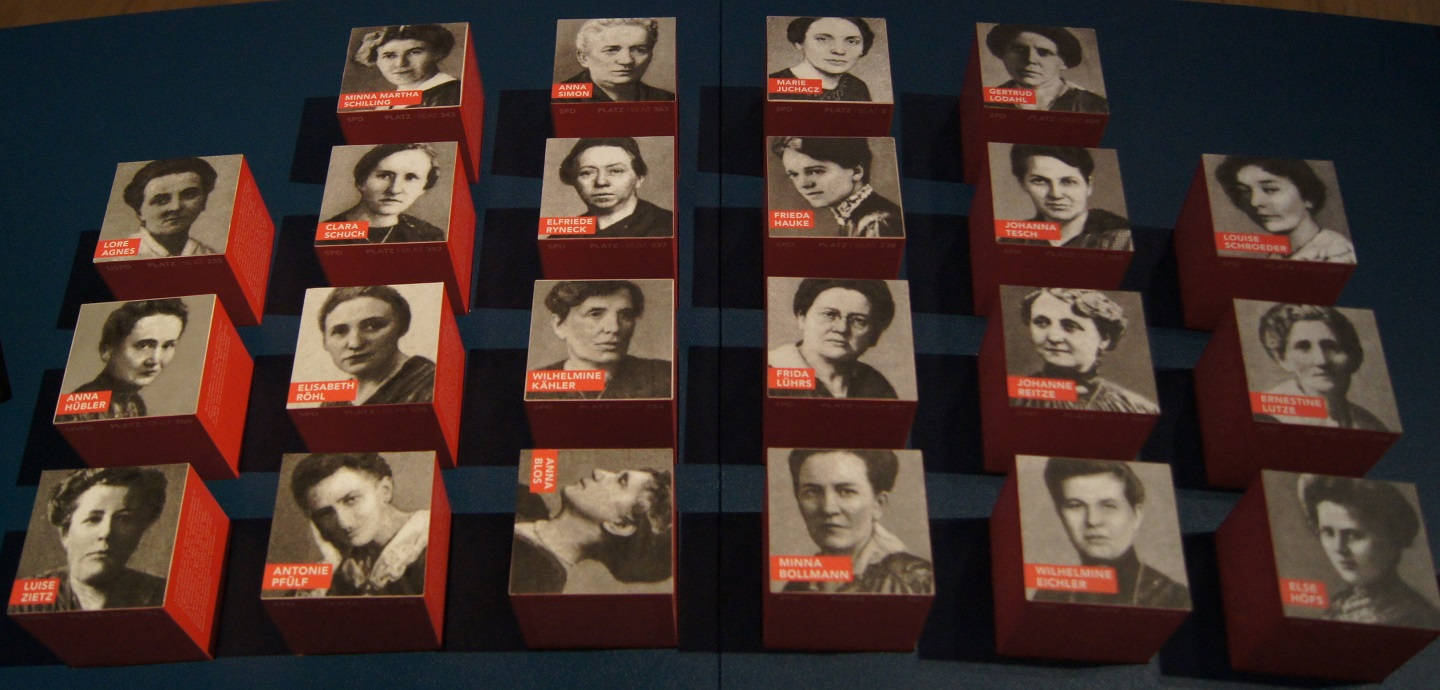
Frauen in der Weimarer Nationalversammlung 1919 (SPD und USPD)

Die Sonderausstellung zeigt auf rund 900 Quadratmetern einen Überblick über die Entwicklung des Frauenwahlrechts und der Frauenstimmrechtsbewegung in Deutschland im internationalen Kontext. Zu den etwa 450 Exponaten zählen Fotografien, Plakate, politisches Kampagnenmaterial und Alltagsgegenstände. Auch Tonaufnahmen wie Reden und Lieder sind in der Ausstellung zu hören, darunter die Aufnahme einer Rede von Gertrud Bäumer. Die erste Rede einer Parlamentarierin (Marie Juchacz) im Reichstag im Jahr 1919 haben die Ausstellungsmacherinnen von einer Schauspielerin nachsprechen lassen.
Die Exponate stammen aus einer Vielzahl von deutschen und internationalen Archiven und Sammlungen, viele davon aus dem Archiv der deutschen Frauenbewegung in Kassel.
Die Ausstellung ist chronologisch aufgebaut und in fünf „Galerien“ genannte Abteilungen gegliedert.

### Frauenleben im Kaiserreich
Den Einstieg in die Ausstellung bildet die Situation von Frauen im Deutschen Kaiserreich. Anhand von Alltagsgegenständen und Kleidung zeigt sie die Wurzeln der Frauenbewegung im Vereinswesen des späten 19. und frühen 20. Jahrhunderts.

### Kampf für das Frauenwahlrecht
Die Ausstellung stellt die vielfältigen Organisationen und Kampagnen für Frauenrechte sowie die Aktivistinnen und deren internationale Netzwerke innerhalb der Ersten Frauenbewegung vor. Neben Forderungen zu Bildung, Arbeit und Berufswahl, Gesundheit und Sexualmoral wurde die politische Mitbestimmung und damit das Frauenwahlrecht zu einem zentralen Ziel weiter Teile der Frauenbewegung. Ein Teil der Ausstellung widmet sich den politischen Zentren in Deutschland, darunter auch Frankfurt als wichtigem Zentrum der deutschen Frauenwahlrechtsbewegung.

### Kriegerfrauen und Revolutionärinnen
Mit dem Beginn des Ersten Weltkriegs veränderte sich durch Abwesenheit vieler Männer das Leben von Frauen in Deutschland. Dieser Umbruch wurde auch zur Zäsur in der deutschen und europäischen Frauenbewegung, die sich spaltete in Unterstützerinnen des Krieges und einen pazifistischen Flügel, der weiterhin auf die internationale Vernetzung von Frauenorganisationen und auf eine gemeinsame Friedenspolitik setzte. Die Novemberrevolution brachte für Frauen neue Chancen, sich politisch einzubringen und in dem neu geschaffenen politischen System ihre Rechte einzufordern.

### Frauen zur Wahl!
Die Ausstellung zeigt Dokumente zur Mobilisierung von Frauen zu den ersten Wahlen zur Weimarer Nationalversammlung und dem ersten auf Frauen als Wählerinnen ausgerichteten Wahlkampf. Ein weiterer Teil der Ausstellung zeigt den Alltag der ersten Parlamentarierinnen in Deutschland und ihre Arbeit an der Etablierung von Frauenrechten in Verfassung und Gesetzgebung.

### Aufbruch – Repression – Hoffnung
Ein Ausblick am Ende der Ausstellung wirft einen Blick auf die Lage der Frauen in der Zeit des Nationalsozialismus und in der frühen Bundesrepublik sowie in der DDR und stellt Bezüge zu aktuellen Debatten um Frauenrechte her. In einem interaktiven Teil wird Wissen zu Meilensteinen bei Frauenrechten über Quizfragen vermittelt, z. B. seit wann deutsche Frauen ohne die Erlaubnis ihres Ehemannes den Führerschein machen dürfen oder seit wann der Deutsche Fußballbund „Damenmannschaften“ erlaubt.

Einzelne Exponate
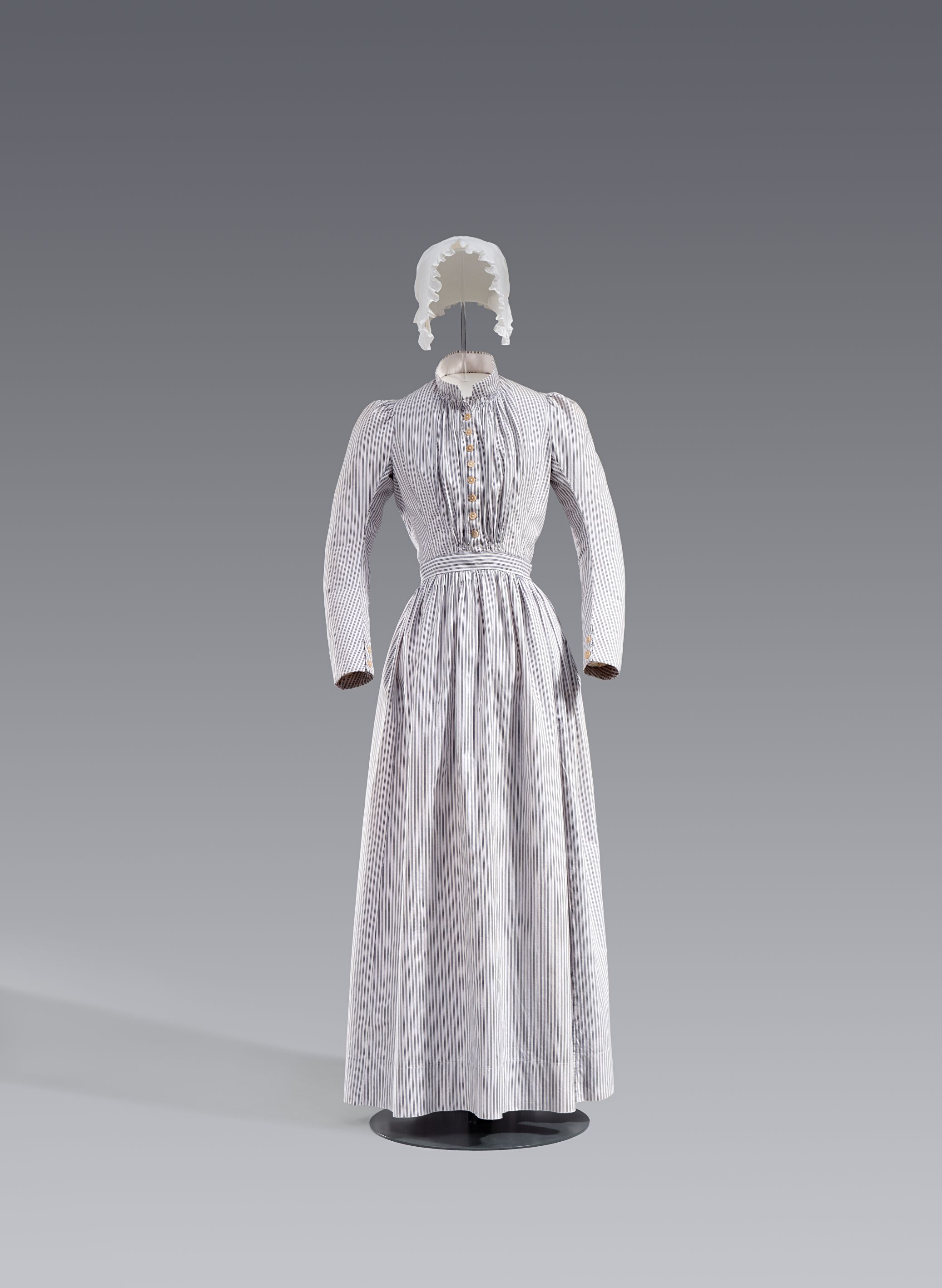
Dienstmädchenkleid mit Haube (um 1885)
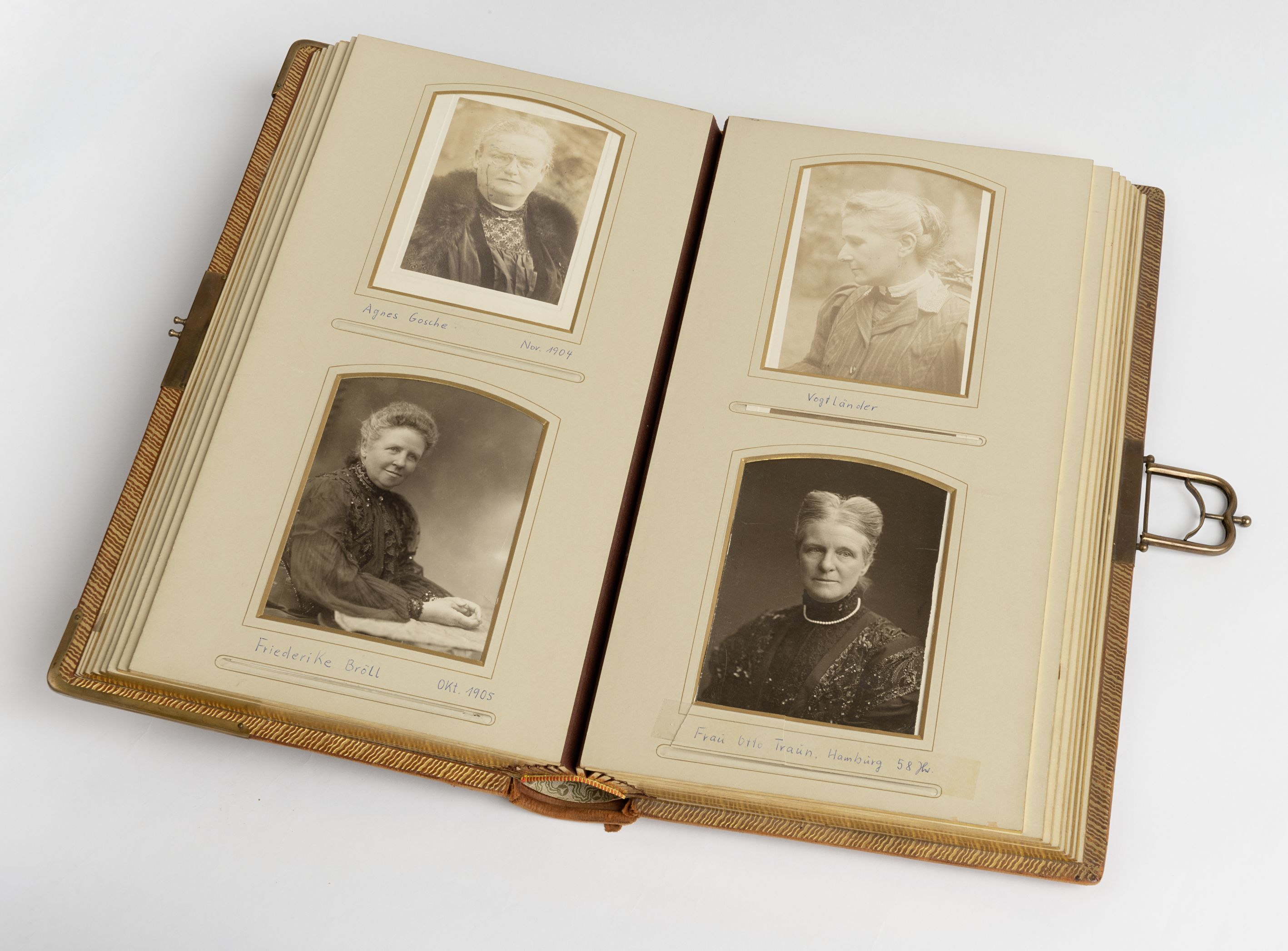
Prunkalbum des Allgemeinen Deutschen Frauenvereins um 1900
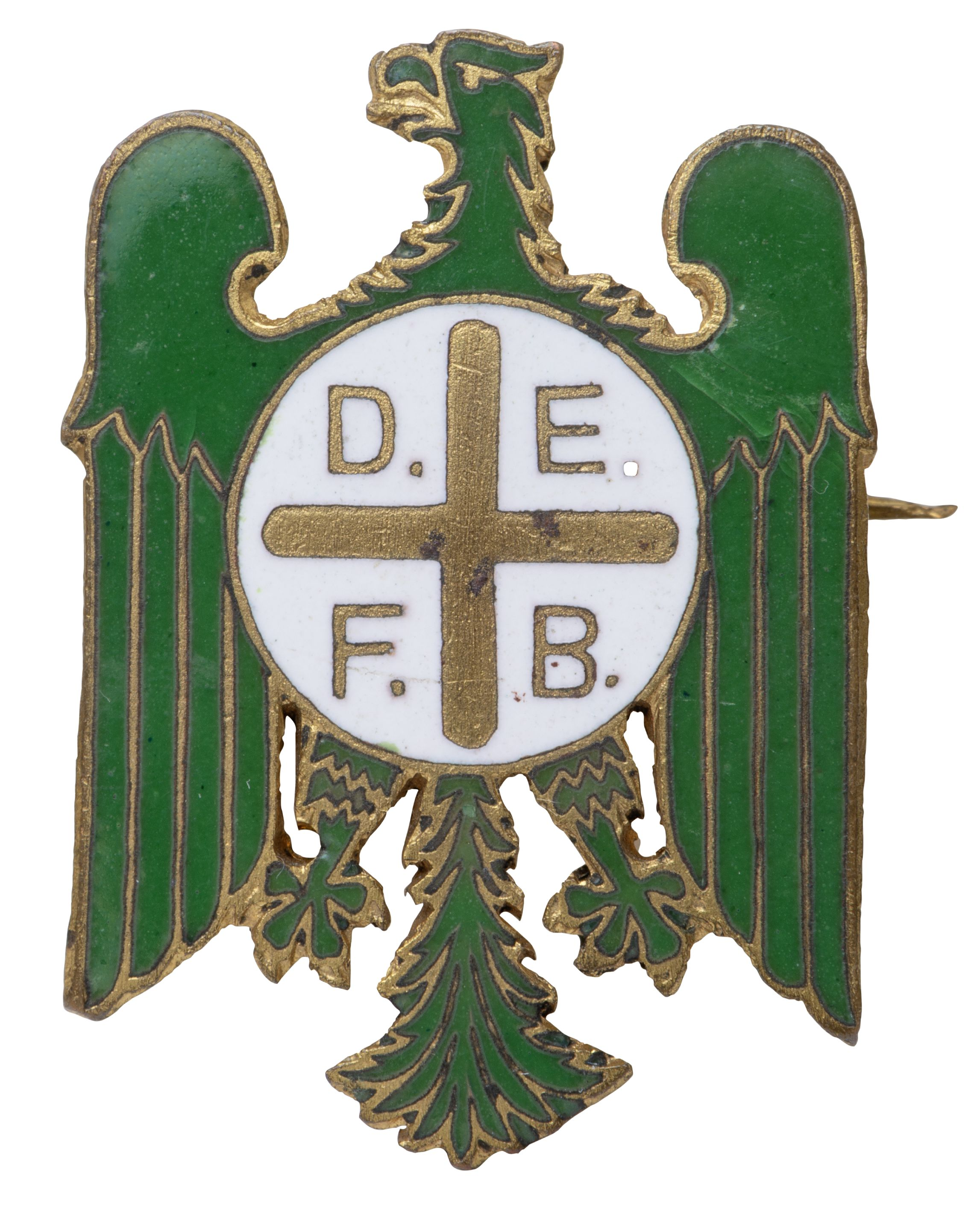
Anstecker Deutsch-Evangelischer Frauenbund 1915
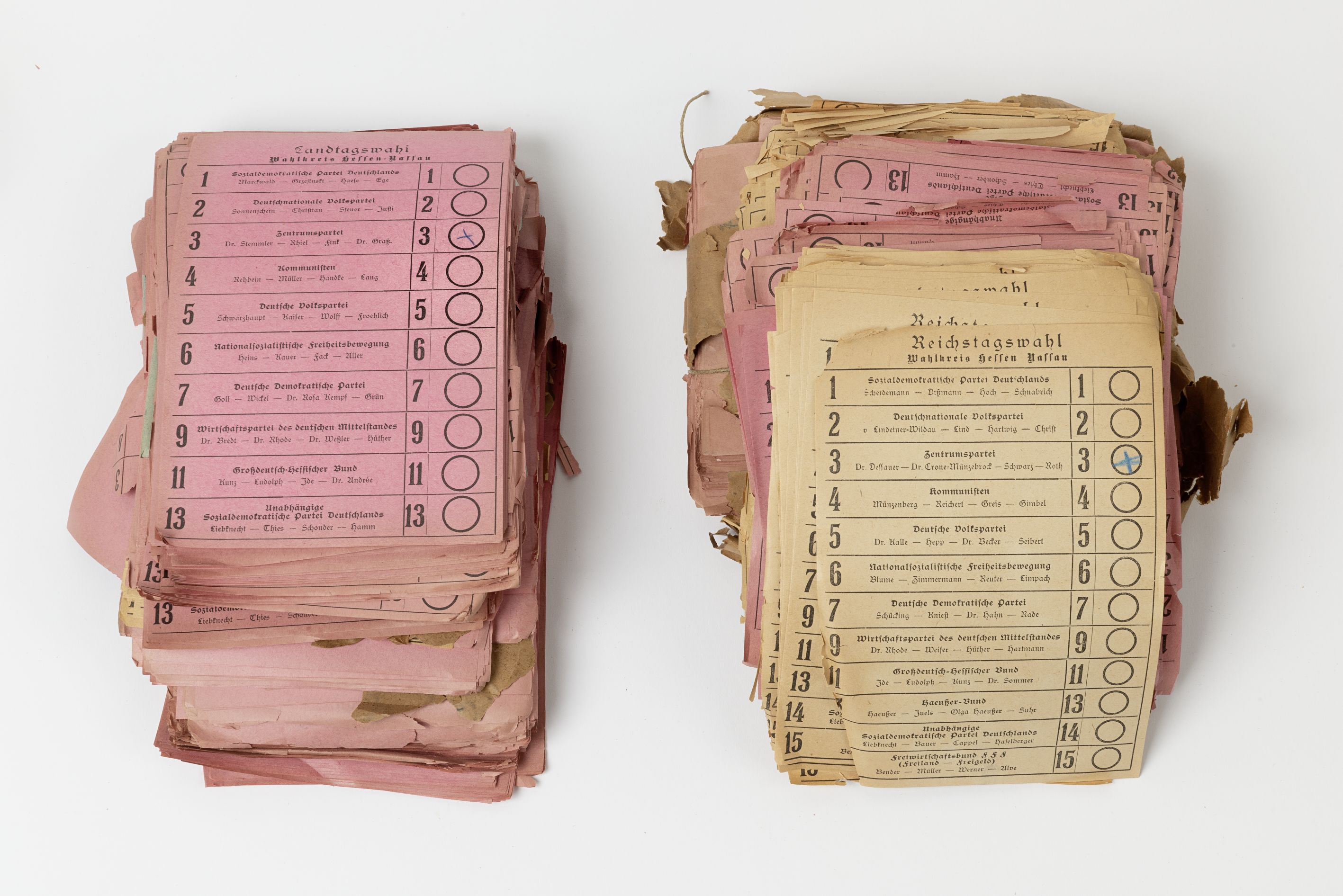
Wahlzettel von der Wahl am 19. Januar 1919 zur Weimarer Nationalversammlung und zur Landtagswahl Hessen-Nassau
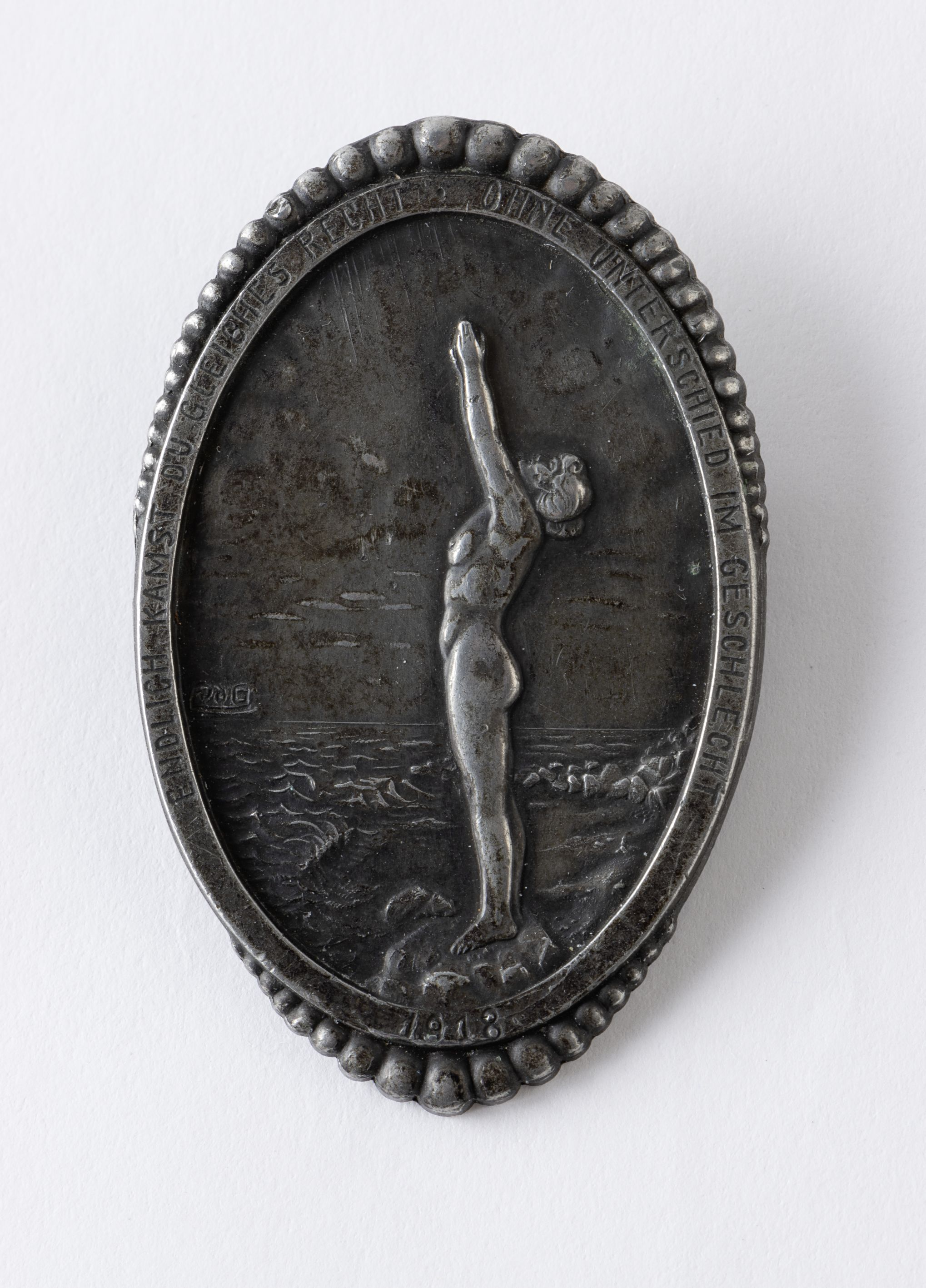
Erinnerungsabzeichen an die Einführung des Frauenwahlrechts von 1919
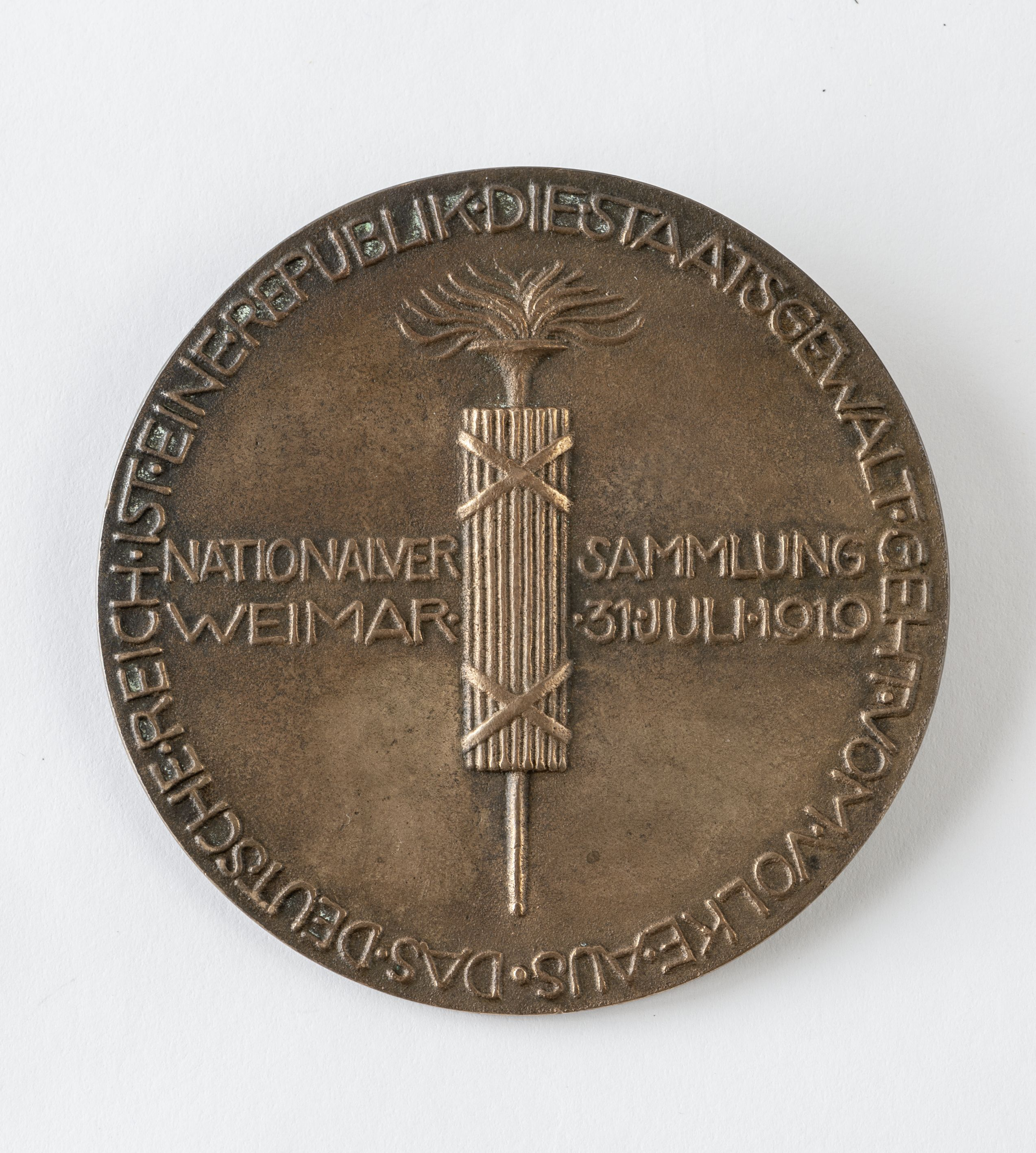
Gedenkmedaille zur Verabschiedung der Weimarer Verfassung 1919 (Vorderseite)
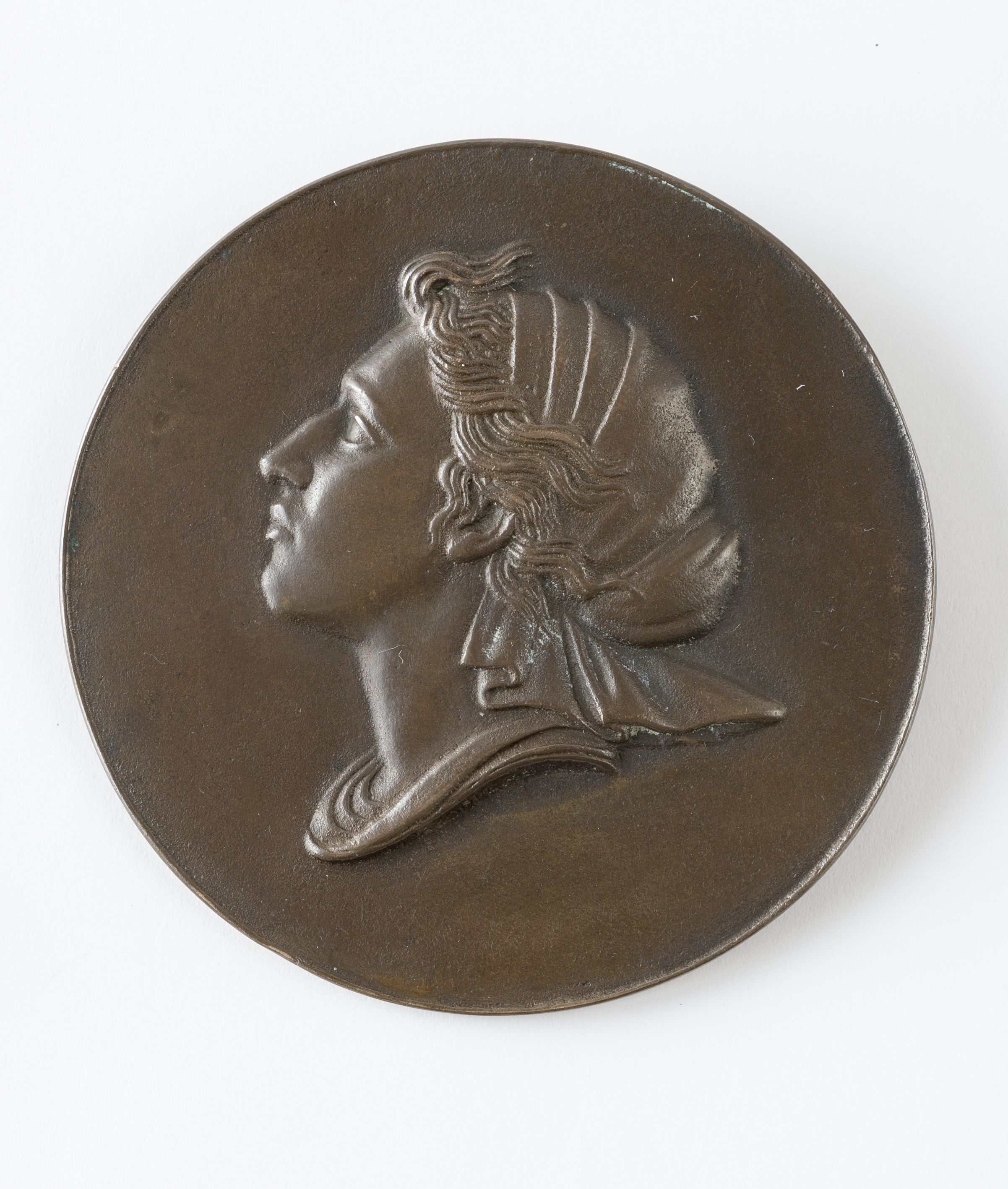
Rückseite der Gedenkmedaille mit idealisiertem Bildnis der Abgeordneten Marie Juchacz
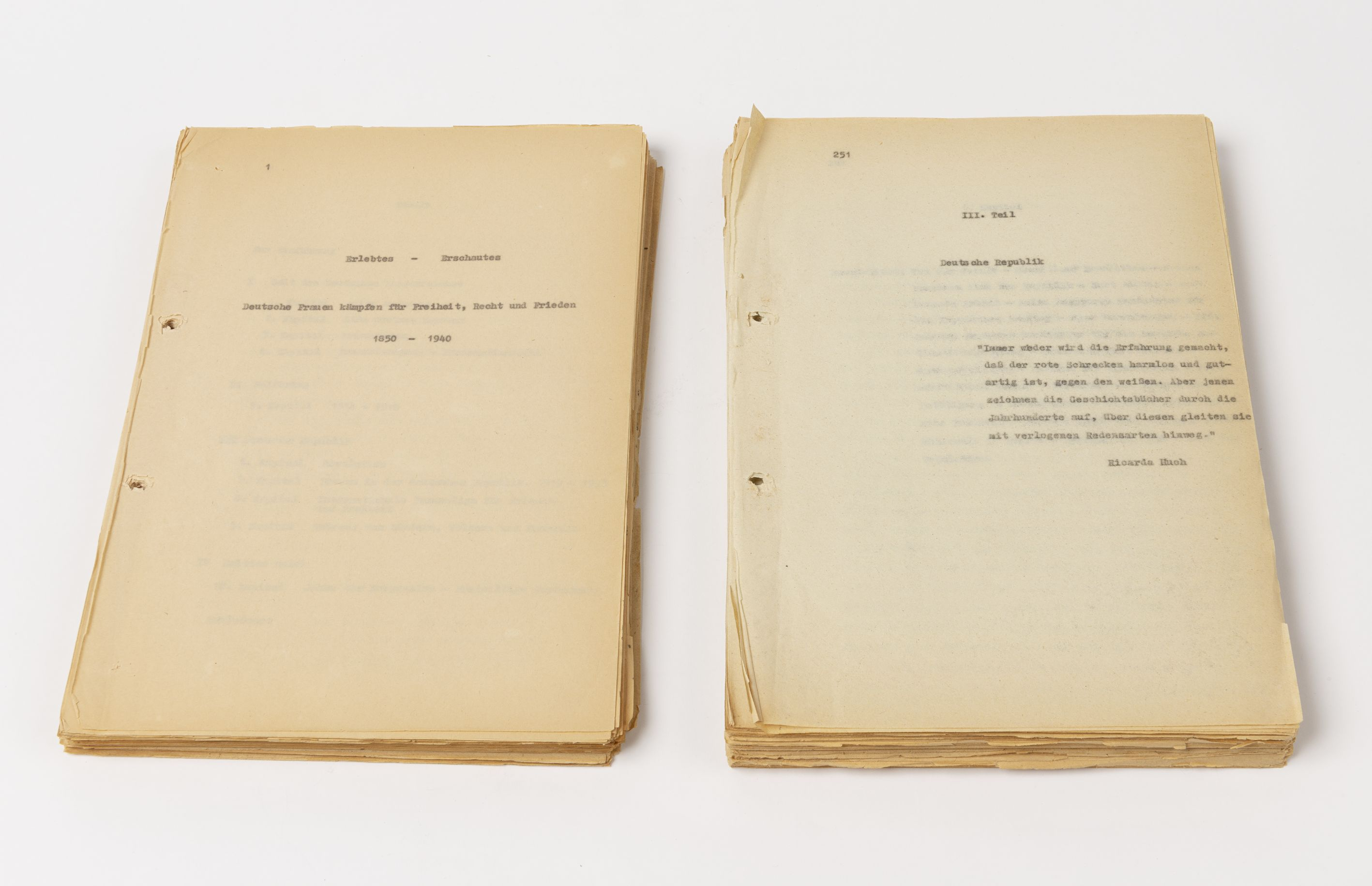
Manuskript der Memoiren von Anita Augspurg und Lida Gustava Heymann von 1941

## Organisation und wissenschaftliche Betreuung

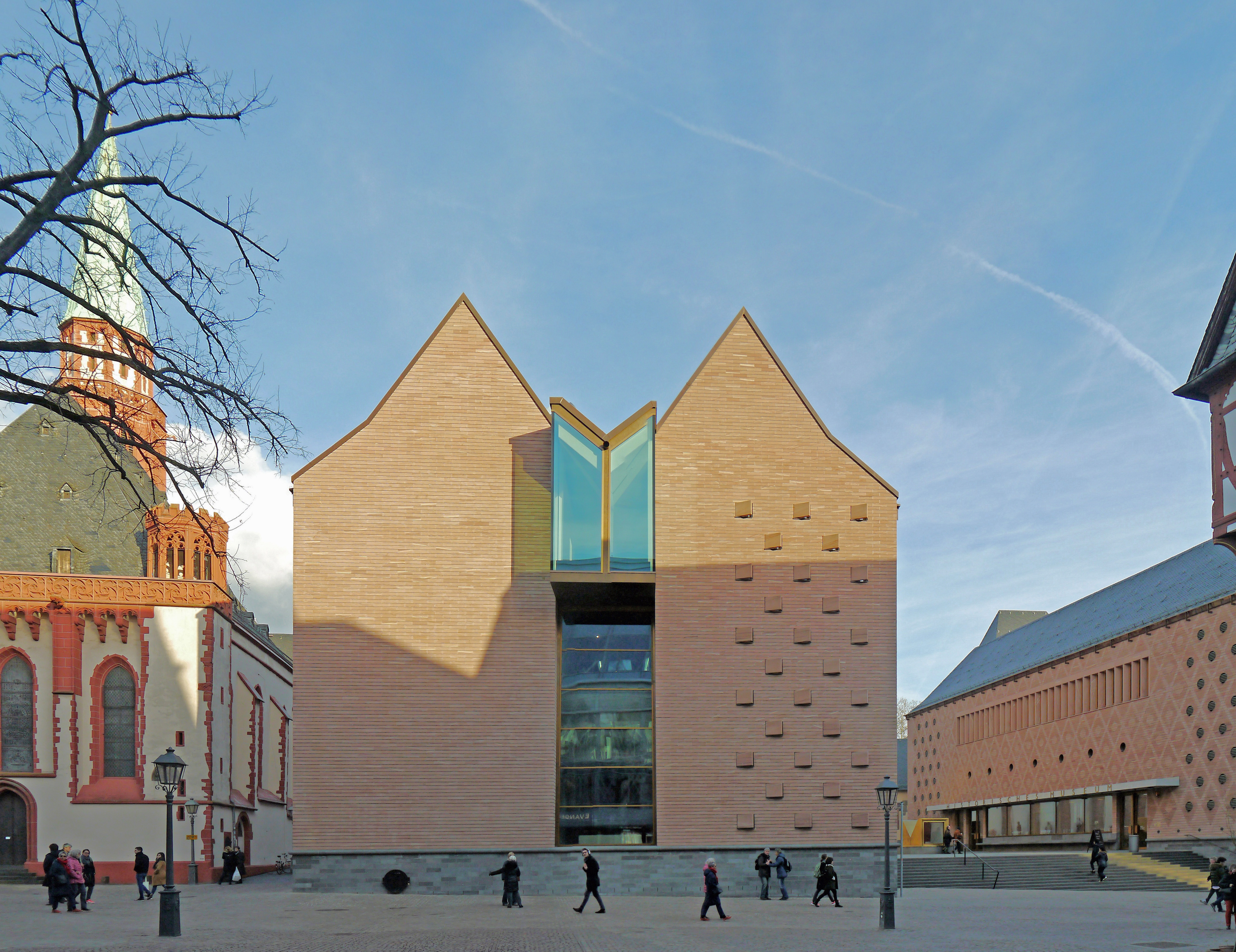
Das Historische Museum Frankfurt

Konzipiert und realisiert wurde die Ausstellung durch die Kuratorinnen Dorothee Linnemann, Katja Koblitz und Jenny Jung. Über vier Jahre wurde die Ausstellung vorbereitet. Die Projektkosten lagen bei 664.000 Euro. Die Gestaltung übernahm das Atelier Markgraph. Schirmherrin ist die Bundesministerin Franziska Giffey.
Der wissenschaftliche Beirat bestand aus Michael Dreyer (Universität Jena), Frauke Geyken, Julia Paulus (LWL-Institut für westfälische Regionalgeschichte), Hedwig Richter (Hamburger Institut für Sozialforschung), Angelika Schaser (Universität Hamburg), Anja Schüler (Heidelberg Center for American Studies), Ursula Wischermann (Goethe-Universität Frankfurt) und Kerstin Wolff (Archiv der deutschen Frauenbewegung).

## Rezeption
Über die Eröffnung der Ausstellung Ende August 2018 wurde bundesweit berichtet. Sie war auch Anlass, das Jubiläum verknüpft mit aktuellen Fragen der politischen Partizipation von Frauen zu diskutieren.